# Гвинтівка Карле
Гвинтівка Карле — голчаста однозарядна гвинтівка, розроблена Йоганнесом Карле в 1865 році і прийнята на озброєння російської армії в 1867 році.
У 1868 році німець Йоганнес Фрідріх Христіан Карле, який проживав у Великій Британії, отримав патент на власну систему голчастої гвинтівки, загалом дуже схожу з системою Шасспо. Успіхи голчастої гвинтівки Дрейзе спонукали російське командування до введення власної голчастої гвинтівки, але більш досконалої, ніж модель Дрейзе. Так 1867 року на озброєння російської армії була прийнята гвинтівка системи Карле.

## Механізм

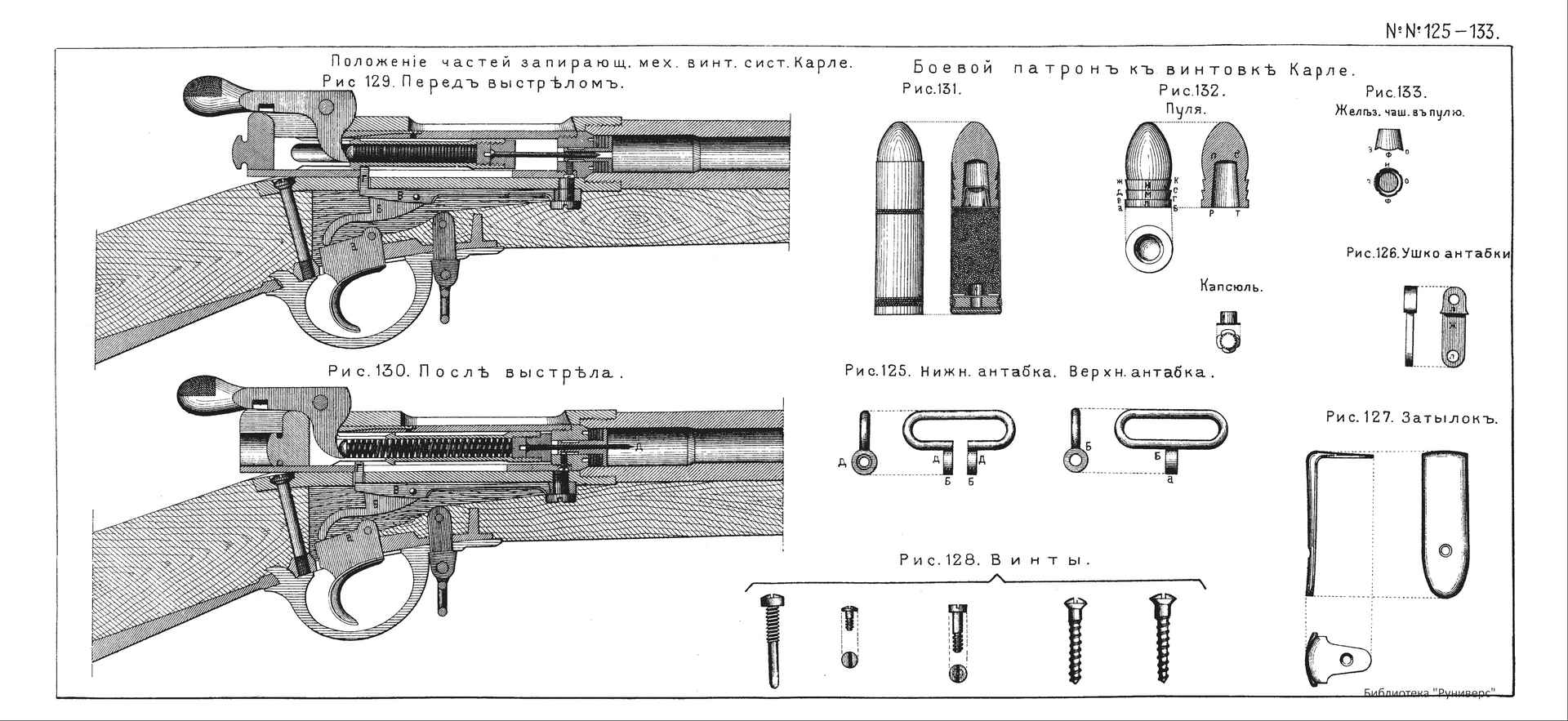

Перші гвинтівки Карле перероблялися з дульнозарядних гвинтівок 1856 року. Переробці піддавалася ствольна коробка з затвором, замінювалось ложе. Затвор був ковзний з підйомом руків'я, яке зводило ударник з голкою. Для гвинтівки Карле був прийнятий паперовий патрон системи Вельтищева, що складався з паперової гільзи, кулі Місереда, прокладки, порохового заряду і картонного піддону з капсулем. Для займання існувала голка в затворі, яка пробивала дно піддону і наколювала капсуль. Екстрактора не було, оскільки патрон згорав при пострілі, а незгорілі залишки виштовхувались кулею при наступному пострілі. Скорострільність гвинтівки — 8—10 постр./хв. Загальна довжина з багнетом — 184,5 см, без багнета — 132 см, вага з багнетом — 4,9 кг, без багнета — 4,5 кг. При випробуваннях у військах виявилися недоліки: прорив газів через затвор, поломки голки, недолети куль, забруднення ствола незгорілими патронами. Від гвинтівки відмовилися. Виготовлені 215,5 тисячі штук відправили у внутрішні округи Росії. Гвинтівку Карле невдовзі замінили системою Крнка під металевий патрон, а потім — гвинтівкою Бердана.

## У культурі
Гвинтівка Карле згадується в автобіографічному творі В. Гіляровського «Мої мандри» (Мои скитания), який у 1877 зголосився добровольцем на російсько-турецьку війну 1877—1878 років та взяв участь у бойових діях на Кавказі: «В полку были винтовки старого образца, системы Карле, с бумажными патронами, которые при переправе через реку намокали и в ствол не лезли, а у нас были легкие берданки с медными патронами, 18 штук которых я вставил в мою черкеску вместо щегольских серебряных газырей.».